# Lauda Sion

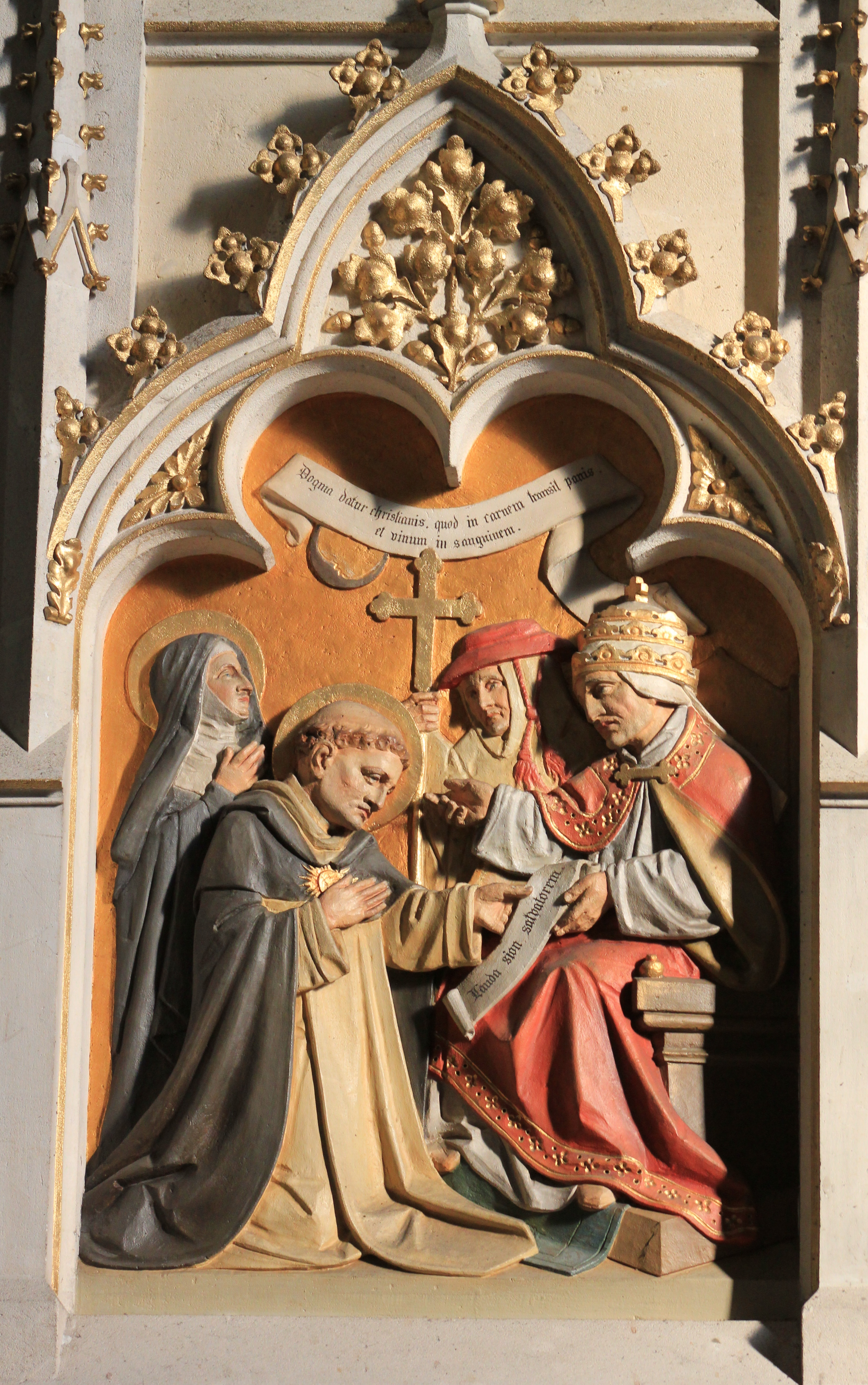
São Tomás de Aquino apresentando a sua composição do Lauda Sion ao Papa

"Lauda Sion" (em português, "Louva, Sião") é uma sequência prescrita para a Missa Católica Romana para a festa de Corpus Christi. Foi escrito por São Tomás de Aquino por volta de 1264, a pedido do Papa Urbano IV para a nova Missa desta festa, juntamente com o Pange lingua, o Sacris soleniis e o Verbum supernum prodiens, que são usados na Liturgia das Horas.

## Visão geral
A melodia gregoriana do Lauda Sion foi adaptada da sequência do século XI Laetabundi iubilemus, que é atribuída a Adão de São Victor.
O cântico fala da instituição da Eucaristia e expressa claramente a crença da Igreja Católica Romana na transubstanciação e na presença real, ou seja, que o pão e o vinho se tornam de forma verdadeira, permanente, e irreversível o Corpo e o Sangue de Cristo quando consagrados por um sacerdote validamente ordenado durante a Missa. Testemunho de ter sido composto propositadamente para ser usada na Santa Missa, é a sua sexta estrofe: "Dies enim spellis agitur / In qua mensæ prima recolitur / Hujus institutio."
Das muitas sequências em uso na Idade Média, o Lauda Sion é uma de apenas quatro que se mantiveram no Missal Romano publicado em 1570 após o Concílio de Trento (1545-1563): as outras são o Victimae paschali laudes (usada na Páscoa), o Veni Sancte Spiritus (usada no Pentecostes) e o Dies irae (usada nas missas de requiem). Uma quinta sequência, Stabat Mater, viria a ser acrescentada mais tarde, em 1727. Antes do Concílio de Trento, muitas festas tinham sequências próprias. As versões existentes foram unificadas no Missal Romano promulgado em 1570. O Lauda Sion ainda hoje é cantado como um hino eucarístico solene, embora o seu uso como sequência para o dia de Corpus Christi seja opcional na Forma Ordinária do Rito Romano. Antes da reforma de 1970, era cantado no Corpus Christi como uma sequência, entre o gradual Oculi omnium e o Evangelho desse dia, antes do Aleluia, ou como intróito no início da Missa.
Tal como acontece com os outros três hinos eucarísticos compostos por Tomás de Aquino, as últimas estrofes do Lauda Sion são frequentemente cantadas por si só; neste caso, tomam a designação de Ecce panis Angelorum.

## Texto
| Texto em latim | Versão portuguesa |
| --- | --- |
| Lauda Sion Salvatórem Lauda ducem et pastórem In hymnis et cánticis. Quantum potes, tantum aude: Quia major omni laude, Nec laudáre súfficis. Laudis thema speciális, Panis vivus et vitális, Hódie propónitur. Quem in sacræ mensa cœnæ, Turbæ fratrum duodénæ Datum non ambígitur. Sit laus plena, sit sonóra, Sit jucúnda, sit decóra Mentis jubilátio. Dies enim solémnis ágitur, In qua mensæ prima recólitur Hujus institútio. In hac mensa novi Regis, Novum Pascha novæ legis, Phase vetus términat. Vetustátem nóvitas, Umbram fugat véritas, Noctem lux elíminat. Quod in cœna Christus gessit, Faciéndum hoc expréssit In sui memóriam. Docti sacris institútis, Panem, vinum, in salútis Consecrámus hóstiam. Dogma datur Christiánis, Quod in carnem transit panis, Et vinum in sánguinem. Quod non capis, quod non vides, Animósa firmat fides, Præter rerum ordinem. Sub divérsis speciébus, Signis tantum, et non rebus, Latent res exímiæ. Caro cibus, sanguis potus: Manet tamen Christus totus, Sub utráque spécie. A suménte non concísus, Non confráctus, non divísus: Integer accípitur. Sumit unus, sumunt mille: Quantum isti, tantum ille: Nec sumptus consúmitur. Sumunt boni, sumunt mali: Sorte tamen inæquáli, Vitæ vel intéritus. Mors est malis, vita bonis: Vide paris sumptiónis Quam sit dispar éxitus. Fracto demum Sacraménto, Ne vacílles, sed memento, Tantum esse sub fragménto, Quantum toto tégitur. Nulla rei fit scissúra: Signi tantum fit fractúra: Qua nec status nec statúra Signáti minúitur. Ecce panis Angelórum, Factus cibus viatórum: Vere panis filiórum, Non mitténdus cánibus. In figúris præsignátur, Cum Isaac immolátur: Agnus paschæ deputátur Datur manna pátribus. Bone pastor, panis vere, Jesu, nostri miserére: Tu nos pasce, nos tuére: Tu nos bona fac vidére In terra vivéntium. Tu, qui cuncta scis et vales: Qui nos pascis hic mortáles: Tuos ibi commensáles, Cohærédes et sodáles, Fac sanctórum cívium. Amen. Allelúja. | Terra, exulta de alegria, Louva teu pastor e guia, Com teus hinos, tua voz. Quanto possas tanto ouses, Em louvá-l'O não repouses: Sempre excede o teu louvor. Hoje a Igreja te convida: O pão vivo que dá vida Vem com ela celebrar. Este pão – que o mundo creia – Por Jesus na santa Ceia Foi entregue aos que escolheu. Nosso júbilo cantemos, Nosso amor manifestemos, Pois transborda o coração. Quão solene a festa, o dia, Que da Santa Eucaristia Nos recorda a instituição. Novo Rei e nova mesa, Nova Páscoa e realeza, Foi-se a páscoa dos judeus. Era sombra o antigo povo, O que é velho cede ao novo, Foge a noite, chega a luz. O que o Cristo fez na Ceia, Manda à Igreja que o rodeia Repeti-lo até voltar. Seu preceito conhecemos: Pão e vinho consagremos Para a nossa salvação. Faz-se carne o pão de trigo, Faz-se sangue o vinho amigo Deve-o crer todo cristão. Se não vês nem compreendes, Gosto e vista tu transcendes, Elevado pela fé. Pão e vinho, eis o que vemos; Mas ao Cristo é que nós temos Em tão ínfimos sinais. Alimento verdadeiro, Permanece o Cristo inteiro Quer no vinho quer no pão. É por todos recebido, Não em parte ou dividido, Pois inteiro é que se dá. Um por mil comungam dele, Tanto este como aquele: Multiplica-se o Senhor. Dá-se ao bom como ao perverso, Mas o efeito é bem diverso: Vida e morte traz em si Pensa bem: igual comida, Se ao que é bom enche de vida, Traz a morte para o mau. Eis a hóstia dividida: Quem hesita, quem duvida? Como é toda o autor da vida, A partícula também! Jesus não é atingido: O sinal é que é partido; Mas não é diminuído, Nem se muda o que contém! Eis o pão que os Anjos comem Transformado em pão do homem; Só os filhos o consomem: Não será lançado aos cães. Em sinais prefigurado, Por Abraão imolado, No cordeiro aos pais foi dado, No deserto foi maná. Bom Pastor, pão da verdade, Tende de nós piedade, Conservai-nos na unidade, Extingui nossa orfandade E conduzi-nos ao Pai. Aos mortais dando comida, Dais também o pão da vida: Que a família assim nutrida Seja um dia reunida Aos convivas lá do Céu. Amén. Aleluia. |